# حوزه انتخابیه نهم کالیفرنیا
حوزه انتخابیه نهم کالیفرنیا یک حوزه انتخابیه مجلس نمایندگان آمریکا است که در ایالت کالیفرنیا قرار دارد.